# Skalunda kyrka
Skalunda kyrka en kyrkobyggnad som sedan 2002 tillhör Sunnersbergs församling (tidigare Skalunda församling) i Skara stift. Den ligger i kyrkbyn Skalunda i Lidköpings kommun.

## Kyrkans historia
Kyrkan ligger knappt tio kilometer nordväst om Lidköping i ett fornlämningstätt område nära Hindens rev på Kålland. Den är uppförd på 1100-talet. Den tornlösa romanska kyrkan är uppförd av finhuggna sandstenskvadrar och bestod ursprungligen av ett rektangulärt långhus med en port åt väster, den så kallade Dalbodörren. Detta som ett minne från den tid då dalslänningarna hade Skalunda kyrka som församlingskyrka. Kyrkan är möjligen en missionskyrka, byggd av engelska eller norska missionärer.
 Hur det ursprungliga koret såg ut, vet man inte då det ersattes av ett nytt med rakt korslut redan under medeltiden. Vapenhus och sakristia tillkom troligen samtidigt med att valv slogs på 1400-talet. I slutet av 1800-talet togs valven ner och ersattes med trätak.
Två runstenar är uppställda på kyrkogården. De har tidigare legat i kyrkgolvet.

## Kalkmålningar
Troligen målades kalkmålningar i kyrkan samtidigt som valvet slogs på 1400-talet. Dessa antas ha gjorts av Nils Håkansson från Vadstena, som tillhörde Vittskövlegruppen, under andra halvan av århundradet. Målningarna finns inte kvar, men de skall ha observerats av Johan Hadorph, riksantikvarie, under en Västgötaexpedition på 1670-talet. Han skall även ha sett en inskription vid målningarna där det stod "Nicolai Haquini pictoris de Wastenis anno MCDLXVI" (år 1445).

## Klockstapel och klockor
Klockstapeln uppfördes 1772 och däri hänger två kyrkklockor från medeltiden.
- Storklockan är gjuten 1533 och har en latinsk inskrift som i översättning med upplösta förkortningar lyder: Herrens år 1533 göts denna klocka till ära åt Jesus Kristus och helgonen Laurentius och Sigfrid. Amen.
- Lillklockan är av en tidig 1200-talstyp och saknar inskrifter.

## Inventarier
- Dopfunten av trä är tillverkad på 1930-talet av Gustaf Berg i Rackeby. En dopfunt från tidig medeltid, förmodligen jämngammal med kyrkan, såldes till Statens historiska museum på 1870-talet.

### Orgel
Orgeln på läktaren i väster är tillverkad 1956 av Nordfors & Co. Den ljudande fasaden härstammar emellertid från 1913 års orgel, byggd av samma firma. Instrumentet har fem stämmor fördelade på manual och pedal.

## Omgivningen
Cirka 250 meter nordväst om kyrkan ligger Västsveriges största gravhög - Skalundahögen. Medan den något mindre högen, Kung Skjolms hög, ligger ungefär 400 meter åt sydöst från kyrkan. Skalunda ligger vid den ändmorän som cirka 8 kilometer västerut bildar Hindens rev.     

## Bilder

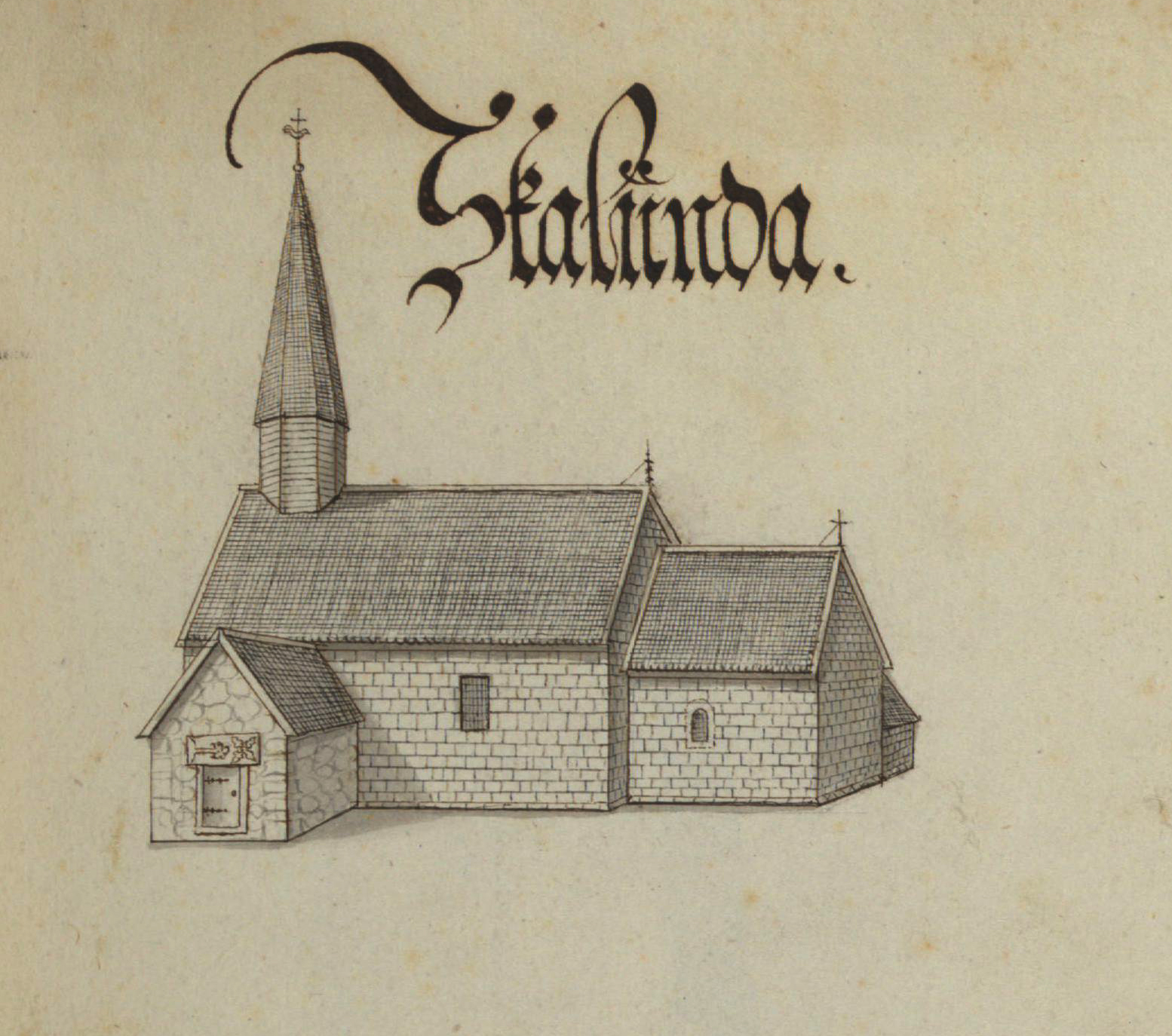
Kyrkan på teckning omkring 1670.
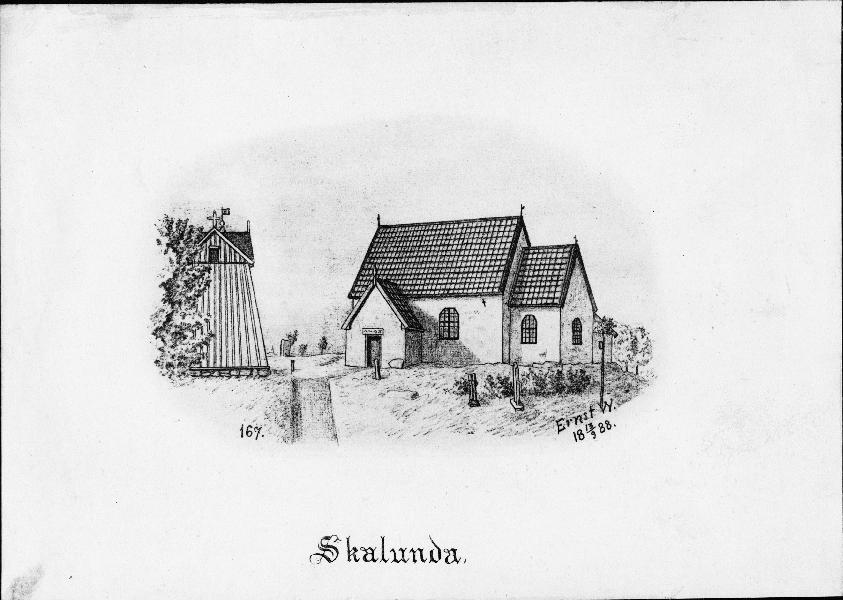
Kyrkan på teckning från 1888.
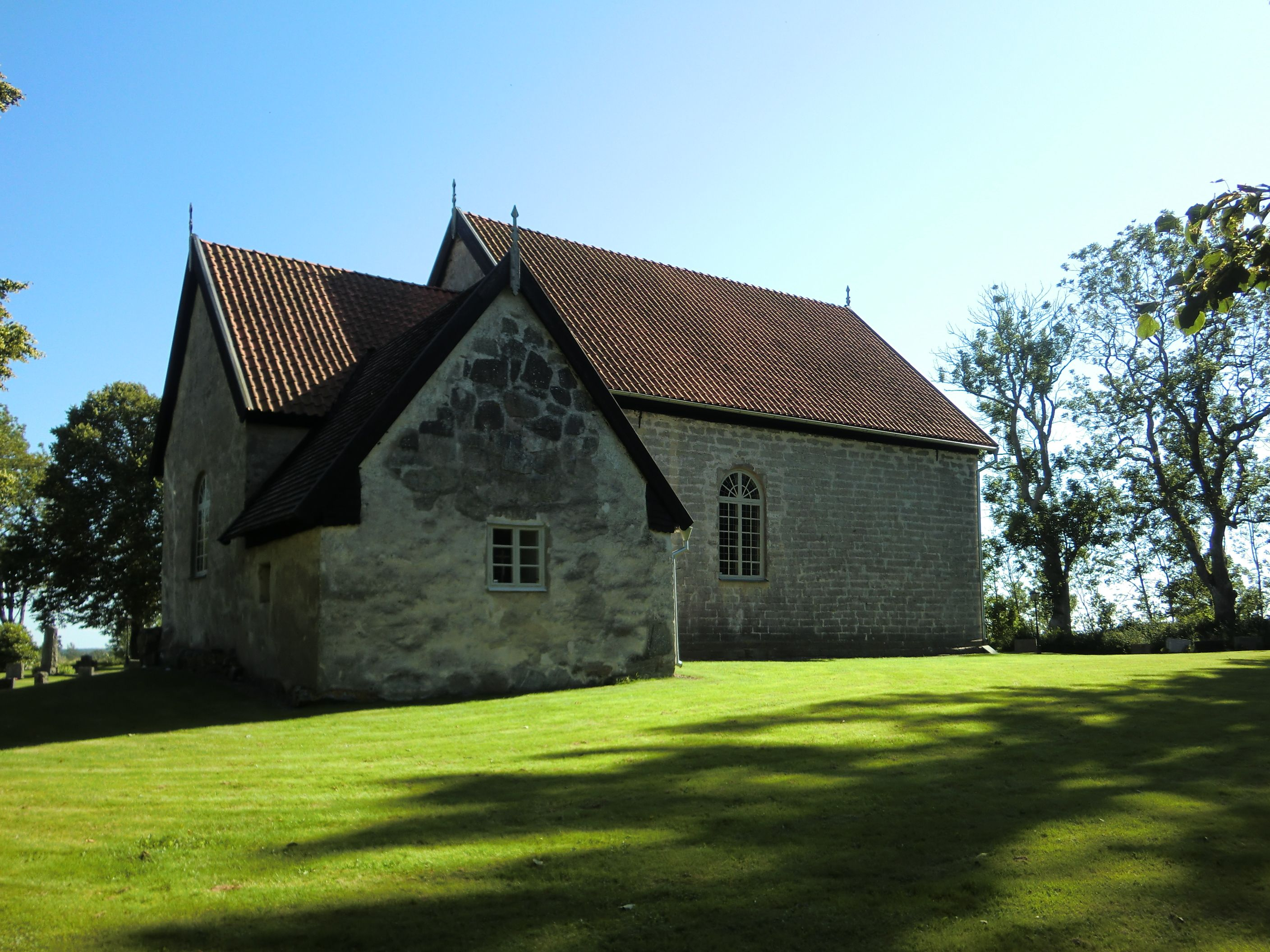
Skalunda kyrka från nordöst
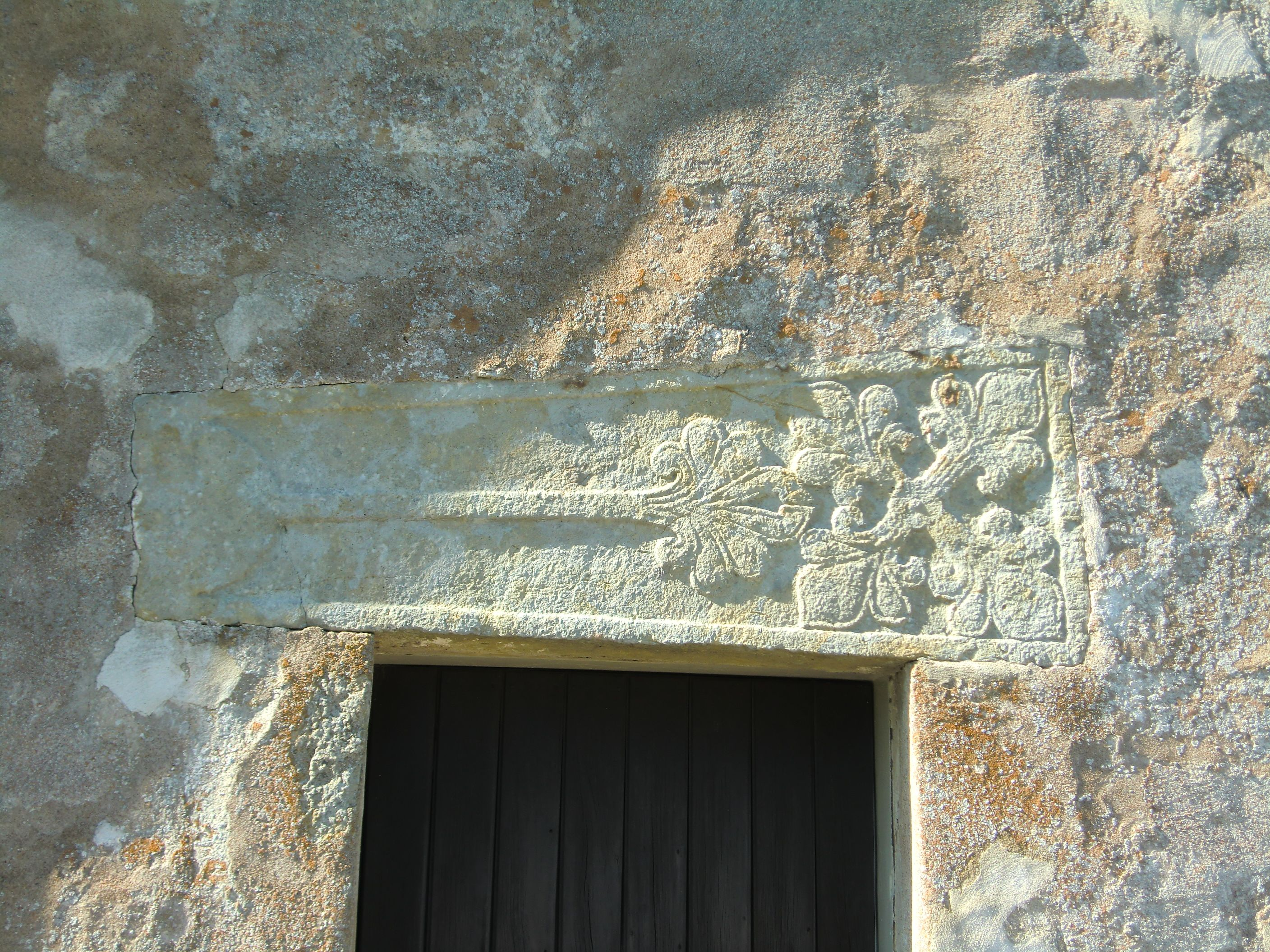
Stavkorshäll med liljestensornamentik ovanför vapenhusets dörr.
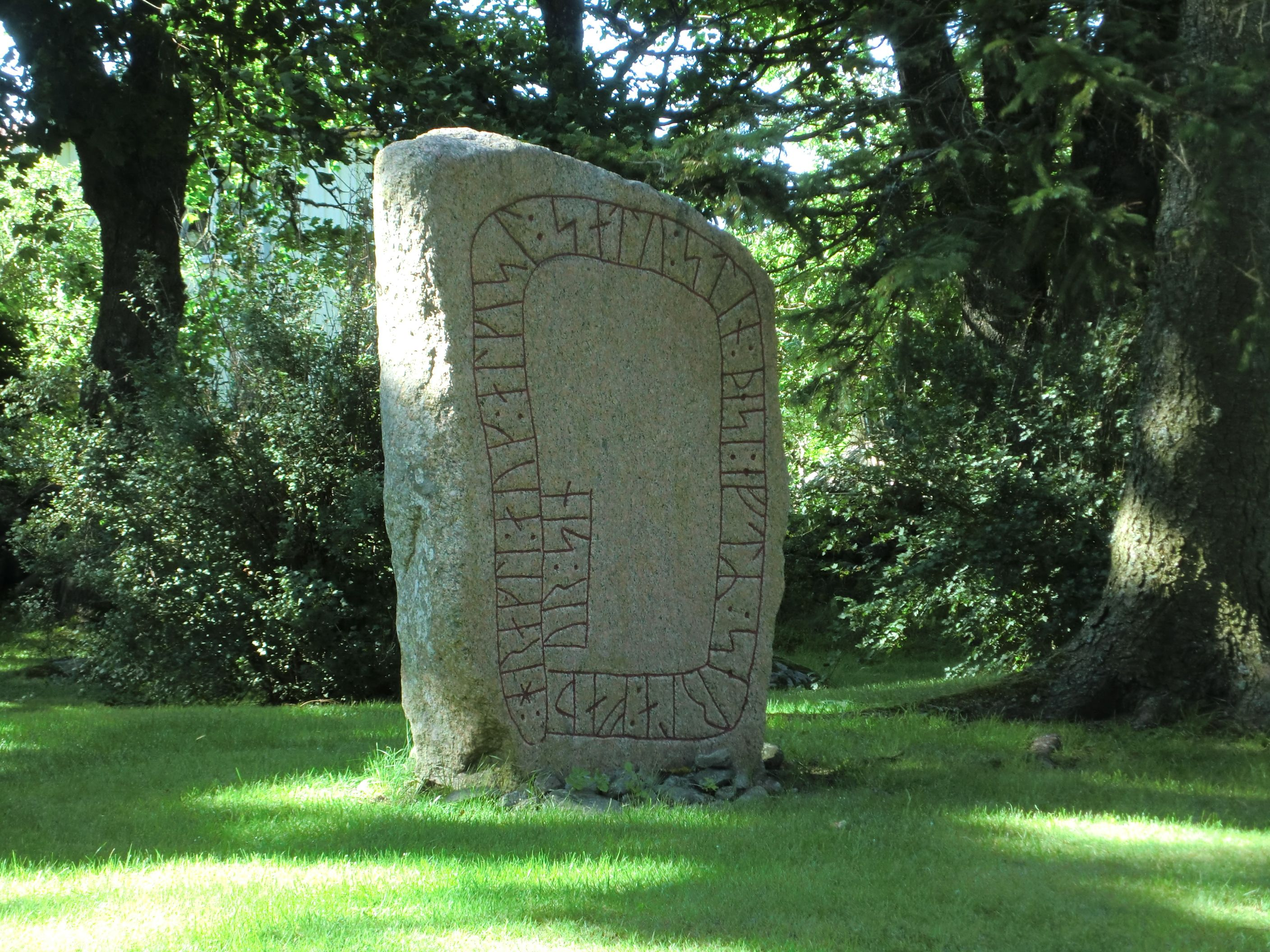
Vg 45, en av de två runstenarna på kyrkogården.
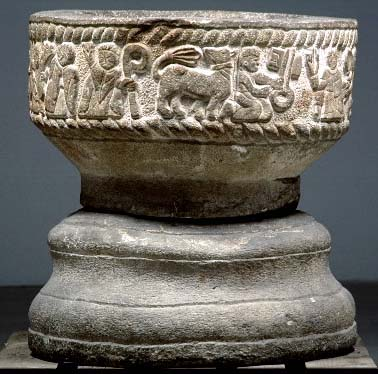
Skalunda gamla dopfunt från 1100-talet, nu på SHM i Stockholm.